# Filippa Bark
Filippa Bark är en lyteskomisk rollperson som spelas av Sissela Benn. Bark startade sin karriär på Sveriges Radio och har därefter medverkat i bland annat SVT-programmen Robins, Melodifestivalen 2007 och Melodifestivalen 2015.
Benn beskriver sin rollfigur som en osäker men kaxig tjej, som vet att hon är avvikande och fel men försöker att inte låtsas om det. Filippa kännetecknas av sin stelhet, stamning och sina glasögon.
Hösten 2007 visades TV-serien Centralskolan med Filippa Bark i centrum. I säsong två av TV-serien Hjälp! (2008) på TV4 förekommer Filippa Bark som psykologen Jeanettes receptionist. Under 2011 följdes Filippa och Benjamin (spelad av Björn Gustafsson) i Robins med anledning av att de skulle bli föräldrar. Barnet gavs namnet Kristina från Duvemåla Allan Bark.

## Diskografi
- 2015 - Don't Compete In Musik (Mellanakt I Melodifestivalen 2015 "Andra Chansen")

## Karriär (urval)
- 2006–2011 – TV-serien Centralskolan
- 2008 – TV-serien Hjälp!
- 2011 – Allsång på Skansen
- 2013 – Godmorgon, världen! (inslaget Äkta satir med Simon Svensson)[4]
- 2014 – Guldbaggegalan
- 2014 – Kristallengalan
- 2015 – Melodifestivalen 2015